# Bryan Ferry
Bryan Ferry, CBE (Tyne and Wear, 26 de setembro de 1945) é um músico inglês que ficou conhecido como vocalista do grupo Roxy Music, banda que formou com o baixista Graham Simpson em 1970.

## História
O grupo Roxy Music entrou para a história como a principal influência do movimento new wave, que tomou de assalto a Inglaterra e o resto do mundo nos anos 80. O som do Roxy Music aliava o rock progressivo ao visual glitter. O grande espaço reservado aos sintetizadores – comandados por Brian Eno – deu o tom peculiar à música da banda.
Apesar da dedicação ao grupo, Bryan Ferry começou uma carreira solo paralela em 1973, com o álbum "These Foolish Things", em que interpretava canções de Bob Dylan, The Beatles e Rolling Stones, entre outros. Um dos seus maiores sucessos foi "Slave to Love" do álbum 'Boys and Girls' de 1985.
Em 2017, fez a seleção musical para a série alemã "Babylon Berlin". Fez, ainda, uma participação especial, em um capítulo, cantando em alemão.

## Vida pessoal
Ferry ficou conhecido por namorar mulheres lindíssimas, que frequentemente apareciam como modelos de capa nos álbuns do Roxy Music. Um exemplo é Amanda Lear, cantora e modelo que foi fotografada com um jaguar negro para a capa do álbum For Your Pleasure. 
Algum tempo depois, Ferry começou um relacionamento com a modelo Jerry Hall. Hall apareceu em vários videoclipes de Ferry, incluindo "Let's Stick Together" e "The Price of Love." Ferry encontrou-se com Hall quando ela posou para a capa do álbum do Roxy Music Siren de 1975. Hall abandonou Ferry em 1977 para casar com Mick Jagger.
Em 1982, Ferry casou-se com Lucy Helmore, de apenas 22 anos, com a qual teve quatro filhos: Otis Ferry, Isaac Ferry, Tara e Merlin. O casal se separou em 2003, após 21 anos juntos, devido a adultérios de Helmore. Com o fim do casamento, o cantor começou a namorar a bailarina Katie Turner, de 21 anos.
Aos 66 anos, Ferry casou-se pela segunda vez, agora com uma ex-namorada do filho Isaac, Amanda Sheppard, de 29 anos, numa cerimónia íntima e privada nas ilhas Turkas e Caicos, realizada no dia 4 de janeiro de 2012. Com menos de 2 anos de casados, os dois se separaram, após meses de sucessivas discussões.

## Discografia

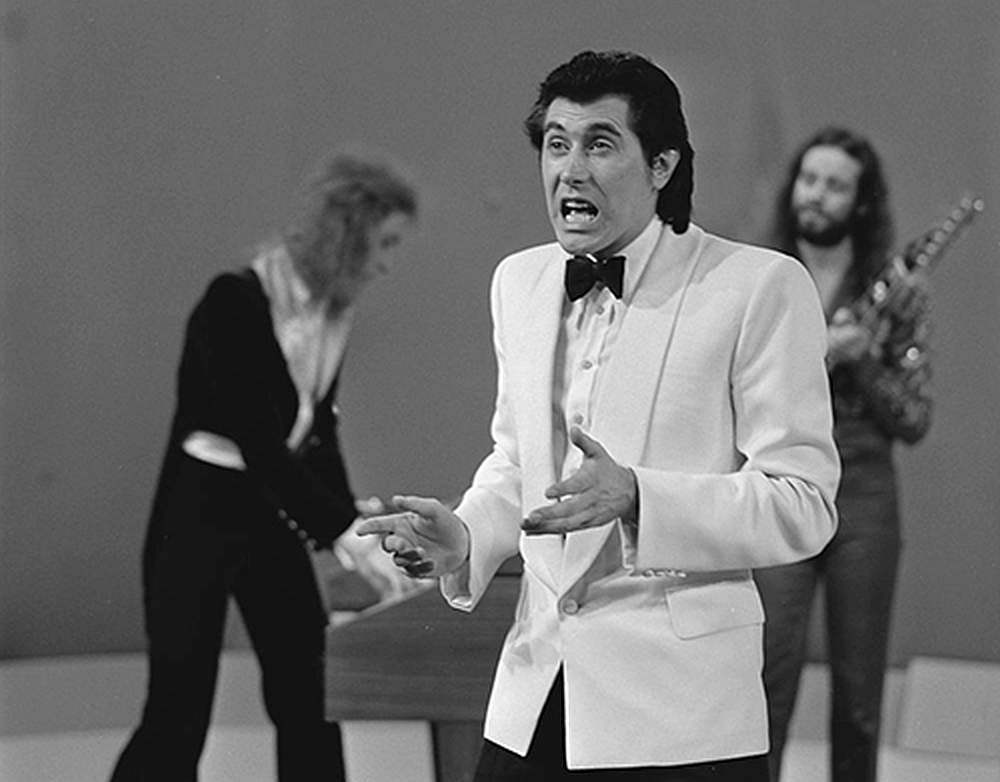
Bryan Ferry no show em uma apresentação para a TV holandesa em 1973.

### Álbuns
- 2025: Loose Talk
- 2018: Bitter-Sweet
- 2014: Avonmore
- 2010: Olympia
- 2007: Dylanesque (covers de Bob Dylan)
- 2002: Frantic
- 1999: As Time Goes By
- 1994: Mamouna
- 1993: Taxi
- 1987: Bête Noire
- 1985: Boys And Girls
- 1978: The Bride Stripped Bare
- 1977: In Your Mind
- 1976: Let's Stick Together
- 1974: Another Time Another Place
- 1973: These Foolish Things

### Compilações
- 2009: The Best Of Bryan Ferry (CD/DVD)
- 2000: Slave To Love: Best Of The Ballads
- 1995: More Than This: The Best Of Bryan Ferry & Roxy Music
- 1986: Street Life: 20 Great Hits
- 1988: The Ultimate Collection